# Pi3 Orionis
π3 Orionis (nach dem Arabischen al-thābit = der Beständige.auch Tabit genannt) ist ein Stern im Sternbild Orion. Er gehört der Spektralklasse F6V an, besitzt eine scheinbare Helligkeit von 3,2 mag und ist 26 Lichtjahre von der Erde entfernt.
In der historischen Astronomie wurde auch unter dem Namen Tabit (arabisch ﺛﺎﺑﺖ, DMG ṯābit ‚der Unerschütterliche‘) auf diesen Stern Bezug genommen.